# Filip I de Courtenay
Filip I de Courtenay, fr. Philip de Courtenay (ur. 1243 w Konstantynopolu, zm. 1283 w  Viterbo) – tytularny cesarz łaciński w latach 1273–1283, jako Filip II.
Syn Baldwina II, tytularnego cesarza łacińskiego z kapetyńskiej gałęzi rodu de Courtenay i Marii de Brienne, córki Jana de Brienne, króla Jerozolimy.

## Życiorys
Na mocy pokoju w Viterbo, w 1267, jego ojciec wyraził zgodę na ślub Filipa z Beatrycze, córką króla Sycylii – Karola I i Beatrycze Prowansalskiej.
Ślub odbył się w październiku 1273, w Foggii – niedługo potem Baldwin zmarł.
Filip odziedziczył po nim prawa do tronu Konstantynopola.

## Herby
| Rodu de Courtenay | Cesarstwa Łacińskiego |

## Potomstwo Filipa i Beatrycze
- Katarzyna (ur. 1274, zm. 2 stycznia 1307 lub 1308, w Paryżu). Gdy Filip zmarł w 1283, Katarzyna została jego spadkobierczynią.